# Karl Otto von Salzdahlum
Karl Otto von Salzdahlum (* 1704; † 17. Dezember 1799 in Bruchmachtersen) auch Karl Otto der Blutige genannt, soll laut Artikel im Lexikon zur Geschichte und Gegenwart der Herzog August Bibliothek Wolfenbüttel ein wohl illegitimer Sohn Herzog Anton Ulrichs von Braunschweig-Wolfenbüttel und der Pfarrerstochter Anna Crusius gewesen sein. Es handelt sich dabei um einen fingierten Lexikonartikel, die dort beschriebene Person existierte nie.

## Fingierter Lexikonartikel
Der Lexikonartikel ist mit dem Kürzel „G.R.“ des damaligen stellvertretenden Direktors der HAB Georg Ruppelt versehen. Ruppelt hatte den Artikel als Nihilartikel für das von ihm mitherausgegebene Lexikon zur Geschichte und Gegenwart verfasst.

## Angebliches Leben und Werk
Nachdem Karl Otto von Salzdahlum den Beruf des Zimmermanns erlernt hatte, soll er einige Jahre als Schiffer auf der Wolga unterwegs gewesen sein. Wieder zurück in der Heimat, scharte er eine Bande, die er „die Blutigen von den Okerauen“ nannte, um sich. Diese Bande soll zwischen 1735 und 1745 Überfälle auf den Straßen des Fürstentums Braunschweig-Wolfenbüttel verübt haben. Obwohl es seiner Bande nie gelang, auch nur ein einziges Schiff auf der Oker zu kapern, soll sich Karl Otto von Salzdahlum zeitlebens selbst als „Pirat“ bezeichnet haben.

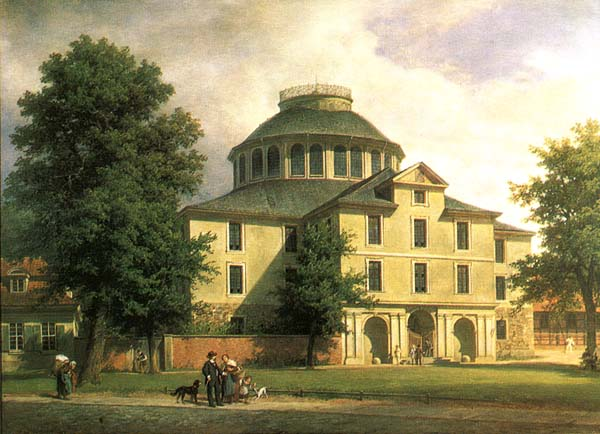
Die Rotunde der Herzog August Bibliothek, in der Karl Otto von Salzdahlum lange Jahre inhaftiert gewesen sein soll und in der er das 1500-Seiten-Traktat „Petrus als Seeräuber“ verfasst haben soll.

Nach seiner Gefangennahme 1746 sollen alle Bandenmitglieder, samt Anführer zum Tode verurteilt und bis auf Karl Otto auch hingerichtet worden sein. Karl Otto hingegen soll von seinem eigenen Vater begnadigt worden sein. Zur Strafe wurde er jedoch angekettet in einem Raum der Rotunde der Herzog August Bibliothek (HAB) in Wolfenbüttel inhaftiert. Während dieser Haft soll Karl Otto das 1500 Seiten umfassende und heute verschollene Traktat „Petrus als Seeräuber“ verfasst haben.
Nach Entlassung aus der Haft soll er 1769 versucht haben, die vakante Stelle des Bibliothekars an der HAB zu bekommen. Doch statt seiner erhielt diese Gotthold Ephraim Lessing, woraufhin Karl Otto bis zu seinem Tode ein erbitterter Widersacher des Aufklärers Lessing gewesen sein soll.
Später soll Karl Otto von Salzdahlum Brigitte Schwarz, Tochter eines Goldschmieds aus Wolfenbüttel, geheiratet, mit ihr 14 Kinder gehabt und sich bis zu seinem Tode auf seinem, durch einen Gewinn in der Braunschweiger Lotterie erworbenen Gut in Bruchmachtersen theologischen und maritimen Studien gewidmet haben.

## Rezeption
Nachdem der Schriftsteller Hardy Crueger den Lexikonartikel gelesen hatte und von dessen Echtheit überzeugt war, verarbeitete er die Lebensgeschichte Karl Ottos von Salzdahlum in seinem 2014 erschienenen Roman Der Herzog, der Räuber und die Tochter des Goldschmieds. Erst nach mehreren Monaten Recherche stellte er fest, dass der Lexikonartikel und damit der Protagonist seines Romans reine Fiktion waren.
Im Jahr 2015 entdeckte Robert A. Bautske einen Teilnachlass in der Gottfried Wilhelm Leibniz Bibliothek. Er hat in seinem Beitrag eine Ausgabe zusammen mit Georg Ruppelt der Schriften Karl Ottos angekündigt.